# Beatles VI
Beatles VI je sedmi studijski album skupine The Beatles, ki je izšel pri založbi Capitol in deveti album, ki je izšel v ZDA. 
Beatles VI je dosegel prvo mesto na lestvici Billboard in ga zadržal šest tednov.

## Glasba
Beatles VI vsebuje dve skladbi, ki sta bili posneti posebno za ameriški trg: »Bad Boy« in »Dizzy Miss Lizzy«, ki ju je sicer napisal Larry Williams. »Dizzy Miss Lizzy« je kasneje izšla še na albumu Help!. Beatles VI prav tako vsebuje šest skladb z albuma Beatles for Sale,  skladbo »Yes It Is«, ki je sicer izšla na B-strani singla »Ticket to Ride« in dve skladbi z naslednjega albuma Help!: »You Like Me Too Much« in »Tell Me What You See«.

## Seznam skladb
Vse pesmi je napisal in uglasbil dvojec Lennon–McCartney, razen kjer je posebej napisano.
| Stran 1 | Stran 1                                                                              | Stran 1 |
| Št.     | Naslov                                                                               | Dolžina |
| ------- | ------------------------------------------------------------------------------------ | ------- |
| 1.      | „Medley: Kansas City/Hey-Hey-Hey-Hey!‟ (Jerry Leiber, Mike Stoller/Richard Penniman) | 2:30    |
| 2.      | „Eight Days a Week‟                                                                  | 2:43    |
| 3.      | „You Like Me Too Much‟ (George Harrison)                                             | 2:34    |
| 4.      | „Bad Boy‟ (Larry Williams)                                                           | 2:17    |
| 5.      | „I Don't Want to Spoil the Party‟                                                    | 2:33    |
| 6.      | „Words of Love‟ (Buddy Holly)                                                        | 2:10    |

| Stran 2 | Stran 2                              | Stran 2 |
| Št.     | Naslov                               | Dolžina |
| ------- | ------------------------------------ | ------- |
| 1.      | „What You're Doing‟                  | 2:30    |
| 2.      | „Yes It Is‟                          | 2:40    |
| 3.      | „Dizzy, Miss Lizzy‟ (Larry Williams) | 2:51    |
| 4.      | „Tell Me What You See‟               | 2:35    |
| 5.      | „Every Little Thing‟                 | 2:01    |

## Zasedba
The Beatles
- John Lennon – vokal, kitara, orglice, klavir
- Paul McCartney – vokal, bas kitara, kitara, klavir
- George Harrison – vokal, kitara
- Ringo Starr – bobni, tolkala, vokal

Dodatni glasbeniki
- George Martin – klavir

1. ↑  Eder, Bruce. »The Beatles: Beatles VI«. allmusic.com. Pridobljeno 3. decembra 2015.